# Varför...
Varför... är en EP av Fint Tillsammans, utgiven 2005 på skivbolaget Silence Records. Skivan innehåller låtar inspelade mellan 1997 och 2003.

## Låtlista
1. "Varför bad du mig att förstå när du ljög för mig ändå?"
2. "Det gör inget"
3. "Filmen brinner"
4. "Staden"
5. "Ljuset från ditt fönster, jag är trött, det är natt"
6. "Untitled"
7. "Igen & igen"